# Albumaresidae
Albumaresidae — родина вимерлих тварин типу Трилобозої (Trilobozoa), що живуть в едіакарський період. Включає роди Albumares і Anfesta. Являють собою медуз зі сферичною сплощеною парасолькою і трипроменевою радіальною симетрією, яка в даний час не зустрічається у кишковопорожнинних. Від центру під кутом 120° відходять три ротові лопаті.

## Класифікація
Родина містить 2 відомих види:
- Albumares
- Anfesta

| кімберелла | Це незавершена стаття про едіакарську біоту. Ви можете допомогти проєкту, виправивши або дописавши її. |